# Walter Weisbecker

Walter Weisbecker

Walter Weisbecker (* 24. November 1915 in Frankfurt am Main; † 17. September 1996 in Frankfurt am Main) war ein deutscher Mundartdichter, Autor, Schriftsteller und Publizist.

## Leben
Walter Weisbecker wurde am 24. November 1915 als Sohn eines Redakteurs der Frankfurter Zeitung und der Kleinen Presse, dem Lokalblatt im Frankfurter Societätsverlag, geboren.
Weisbecker vereinigte in seiner Person die Eigenschaften des Biographen, Publizisten und Mundartdichters zugleich. Er arbeitete zunächst erfolgreich als Textilgroßhändler, gab das Geschäft aber 1970 auf, um sich ganz seinen musischen Veranlagungen zu widmen.
Er schrieb mehr als 100 Essays als freier Mitarbeiter für die Frankfurter Allgemeine Zeitung und die Abendpost Nachtausgabe mit den Themenschwerpunkten: Goethezeit, Stadtgeschichtliches und Glossen. Seine Vorträge und Rezitationsmatineen über Biographien und Dichtungen von Goethe, Hölderlin, Rainer Maria Rilke, Friedrich Stoltze und Adolf Stoltze und anderen stießen in der Öffentlichkeit auf Interesse und Anerkennung.
Zu seinen öffentlichen Auftritten zählten u. a. Lesungen und Vorträge aus Goethezeit und Goethemilieu für die Freunde Frankfurts und für das Freie Deutsche Hochstift an verschiedenen Veranstaltungsorten, darunter das Fritz Rémond Theater, das Volkstheater Frankfurt, das Kurhaus Bad Homburg und das Büsingpalais Offenbach/M. Er produzierte zahlreiche Mundartrezitationen und gab Interviews im Hessischen Rundfunk.

## Auszeichnungen
- 1994 wurde Weisbecker für sein verdienstvolles Wirken, im Limpurgsaal des Römer mit der Goetheplakette der Stadt Frankfurt am Main geehrt.

## Werke in Auswahl
Weisbecker veröffentlichte u. a. zwei Goethe-Biographien und drei Bändchen mit Versen in Frankfurter Mundart.
- Walter Weisbecker: Äppelwein un Äppelcher. Verlag Dr. Waldemar Kramer, Frankfurt/M. 1975, ISBN 3-7829-0170-3.
- Walter Weisbecker: Frisch aus de Kelter. Verlag Dr. Waldemar Kramer, Frankfurt/M. 1978, ISBN 3-7829-0208-4.
- Walter Weisbecker: Unvergesse!. Verlag Dr. Waldemar Kramer, Frankfurt/M. 1980, ISBN 3-7829-0234-3.
- Walter Weisbecker: GOETHE zwischen Frankfurt und Weimar. Societäts-Verlag, Frankfurt/M. 1991, ISBN 3-7973-0503-6.
- Walter Weisbecker: GOETHE zwischen Geist und Sinnenfreude. Societäts-Verlag, Frankfurt/M. 1994, ISBN 3-7973-0579-6.

Darüber hinaus war er in einer Reihe von Anthologien vertreten, u. a. mit 32 Mundartgedichten in Bunt gewerfelt sowie in Literatur in Frankfurt, und schrieb für MERIAN Frankfurt.

### Glossen und Lyrik
- Walter Weisbecker, Verfasser: O Pendelschlag des ewig Wechselnden. Ausgewählte Gedichte und Prosa. Selbstverlag, Druckerei Schäfer & Co., Dreieich.
- Walter Weisbecker, Verfasser: Triebe – Treue – Träume. Ausgewählte Gedichte. Selbstverlag, Druckerei Schäfer & Co., Dreieich.
- Walter Weisbecker, Verfasser: Kleine Lebensbetrachtungen. Glosse, mit spitzer Feder geschildert, mit Wilhelm Busch bebildert. Selbstverlag, Schäfer-Druck GmbH, Dreieich.
- Walter Weisbecker, Verfasser: Hallo? und andere Glossen. Selbstverlag, Druckerei Schäfer & Co., Dreieich.
- Walter Weisbecker, Verfasser: Pikante frische Hörnchen. Kleine Erzählungen mit Zeichnungen von Wilhelm Busch. Selbstverlag, Schäfer-Druck GmbH, Dreieich.